# Cap de la Creu (Gósol)
El Cap de la Creu és una muntanya de 1.496 metres que es troba al municipi de Gósol, a la comarca catalana del Berguedà.